# Marcel Storme
Marcel Storme (Gent, 3 augustus 1930 - 30 maart 2018) was een Belgisch rechtsgeleerde en christendemocratisch politicus.

## Levensloop
Hij werd geboren te Gent als zoon van prof. Jules Jacob Storme en Maria Bosteels. Storme liep school aan het Sint-Barbaracollege te Gent (Retorica 1947). Hij studeerde onder meer rechten aan de Rijksuniversiteit Gent alsook te Parijs en Londen en promoveerde in 1961 aan de Rijksuniversiteit Gent tot geaggregeerde in de rechten met een proefschrift over "De bewijslast in het Belgisch privaatrecht".
Hij doceerde aan de Rijksuniversiteit Gent (later Universiteit Gent) alsook aan de UFSIA en het RUCA. Te Gent was hij gewoon hoogleraar en doceerde hij voornamelijk procesrecht en kritische studie van rechtspraak. In 1964 richtte hij het Tijdschrift voor Privaatrecht op samen met Willy Delva, Jacques Matthijs en Jan Ronse en in 1992 de European review of Private Law (ERPL) samen met Ewoud Hondius.
Voor de CVP was Storme van 1958 tot 1977 provincieraadslid van Oost-Vlaanderen. Daarna zetelde hij van 1977 tot 1981 als gecoöpteerd senator in de Belgische Senaat. In de periode mei 1977-oktober 1980 zetelde hij als gevolg van het toen bestaande dubbelmandaat ook in de Cultuurraad voor de Nederlandse Cultuurgemeenschap, die op 7 december 1971 werd geïnstalleerd. Vanaf 21 oktober 1980 tot november 1981 was hij tevens korte tijd lid van de Vlaamse Raad, de opvolger van de Cultuurraad en de voorloper van het huidige Vlaams Parlement.
Hij was voorzitter van de Vlaamse Juristenvereniging van 1983 tot 1996. Daarnaast werd hij ook lid en was hij voorzitter van de Koninklijke Vlaamse Academie van België voor Wetenschappen en Kunsten. Verder was hij ook voorzitter van de International Association of Procedural Law (in opvolging van Mauro Cappelletti) en van het Interuniversitair Centrum voor gerechtelijk recht.
Ook was hij de oprichter van een studiegroep, de Commission for the Approximation of Procedural Law in Europe, ook Storme-Commissie genoemd, die een rapport publiceerde over de harmonisatie van het procesrecht. Hij was daarnaast ook eredoctor van de Universiteit van Lublin en ereprofessor van de Universiteit van Peking. In 1989 werd hij opgenomen als lid in de Academia Europaea.
Marcel Storme huwde in 1956 met Godelieve de Schryver, dochter van Minister van Staat August de Schryver en had twee zonen, Matthias Storme en de jong gestorven Pieter Storme.